# Robert Drews
Robert Drews (nascido em 26 de março de 1936) é um historiador norte-americano que é professor emérito de estudos clássicos na Universidade Vanderbilt. Ele recebeu seu B. A. pela Northwestern College, seu mestrado pela University of Missouri e seu Ph.D. da Johns Hopkins University. Drews é especialista em história antiga e pré-história, em particular a evolução da guerra e da religião.

## Trabalhos
- The Greek Accounts of Eastern History. Cambridge, Massachusetts: Harvard University Press, for the Center for Hellenic Studies, 1973
- Basileus: The Evidence for Kingship in Geometric Greece. New Haven: Yale University Press, 1983
- In Search of the Shroud of Turin: New Light on its History and Origins. Totowa, N. J.: Rowman and Allanheld, 1984.
- The Coming Of The Greeks: Indo-European Conquests in the Aegean and The Near East. Princeton: Princeton University Press, 1988.
- The End of The Bronze Age: Changes in Warfare and the Catastrophe ca. 1200 B.C. Princeton: Princeton University Press, 1993.
- (editor) Greater Anatolia and the Indo-Hittite Language Family. Papers presented at a colloquium hosted by the University of Richmond, March 18–19, 2000. Washington, D.C.: Institute for the Study of Man, 2001.
- Early Riders: The Beginnings of Mounted Warfare in Asia and Europe. Londres: Routledge, 2004.
- Militarism and the Indo-Europeanizing of Europe. Londres: Routledge, 2017.